# Jiří Mehl ze Střelic
Doktor Jiří Mehl ze Střelic (nejspíše 1514, Vratislav – 24. ledna 1589, Rumburk) byl místokancléřem v České kanceláři, mecenášem umění, humanistou, vzdělancem a majitelem hradu Grabštejn.

## Život

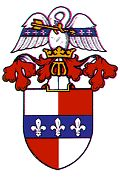
Erb rodu Mehlů ze Střelic, patřícího k říšské nižší šlechtě v podobě po roce 1531. Používán patrně do vymření rodu, přinejmenším do roku 1642.

Narodil se zřejmě roku 1514 ve slezské Vratislavi. Byl nejstarším ze tří synů místního městského patricije, obchodníka a slezského vladyky, Baltazara Mehla, působícího ve službách bohatých finančníků, Fuggerů z Augsburgu. Baltazar získal v roce 1531 pro sebe a své tři syny říšské nižší šlechtictví s potvrzením dosavadního užívaného predikátu "ze Střelic". Jiří Mehl vystudoval svobodná umění v Ingolstadtu (1537–1541) a práva v Bologni (1541–1545). Po skončení studií a získání doktorátu práv působil od roku 1546 jako císařský dvorní rada a od roku 1553 jako německý místokancléř (představený expedice německojazyčných písemností) v České kanceláři. Po stavovském povstání proti Habsburkům v roce 1547 působil jako vyšetřující komisař v Horní Lužici. Získal 7 vesnic z majetku potrestaného města Lubáně, které roku 1558 prodal. V l. 1557–1564 působil v úřadu hofrychtéře v knížectví Svídnicko-Javorském ve Slezsku a držel s tím spojené hradské léno Boleslav. Držel rovněž úřad slezského fiskála, tedy nejvyššího zemského výběrčího daní. V roce 1562 kupuje od předlužených Donínů lenní panství Grabštejn na Liberecku a podaří se mu poč. r. 1566 dosáhnout jeho alodizace. Teprve v roce 1579 skládá přiznání k zemi, čímž získává český inkolát. Mehl jistě byl, vzhledem k přibližnému datu svého narození, pokřtěn jako katolík, ovšem nejspíše již v dětském věku musel přestoupit na luterství, kterému zůstal po zbytek života věrný. Politicky se ovšem, nejen vzhledem k úřadu, který až do smrti zastával, klonil silně na katolickou a císařskou stranu. V době kancléřství slabého Adama II. z Hradce měli oba místokancléři, český i německý, zásadní vliv na chod kanceláře, jejíž význam mezi ostatními zemskými úřady navíc neustále rostl díky reformám Ferdinanda I. Ani vysoký post ovšem Mehla neochránil od hospodářského úpadku a dluhů, vyvolaných neuváženým horním podnikáním. V roce 1586 je Jiří Mehl nucen kvůli finančním těžkostem a spory s hornickými podnikateli prodat panství Grabštejn svému příteli, původem štýrskému šlechtici a humanistovi, svobodnému pánu Ferdinandovi Hoffmannovi z Grünbühelu a Strechau (10. října 1540, Štýrský Hradec – 10. dubna 1607, Janovice). Počátkem následujícího roku kupuje Mehl od pánů ze Šlejnic těžce zadlužené panství Rumburk-Tolštejn, kde se usazuje a kde na rumburském zámku také v lednu 1589 umírá.

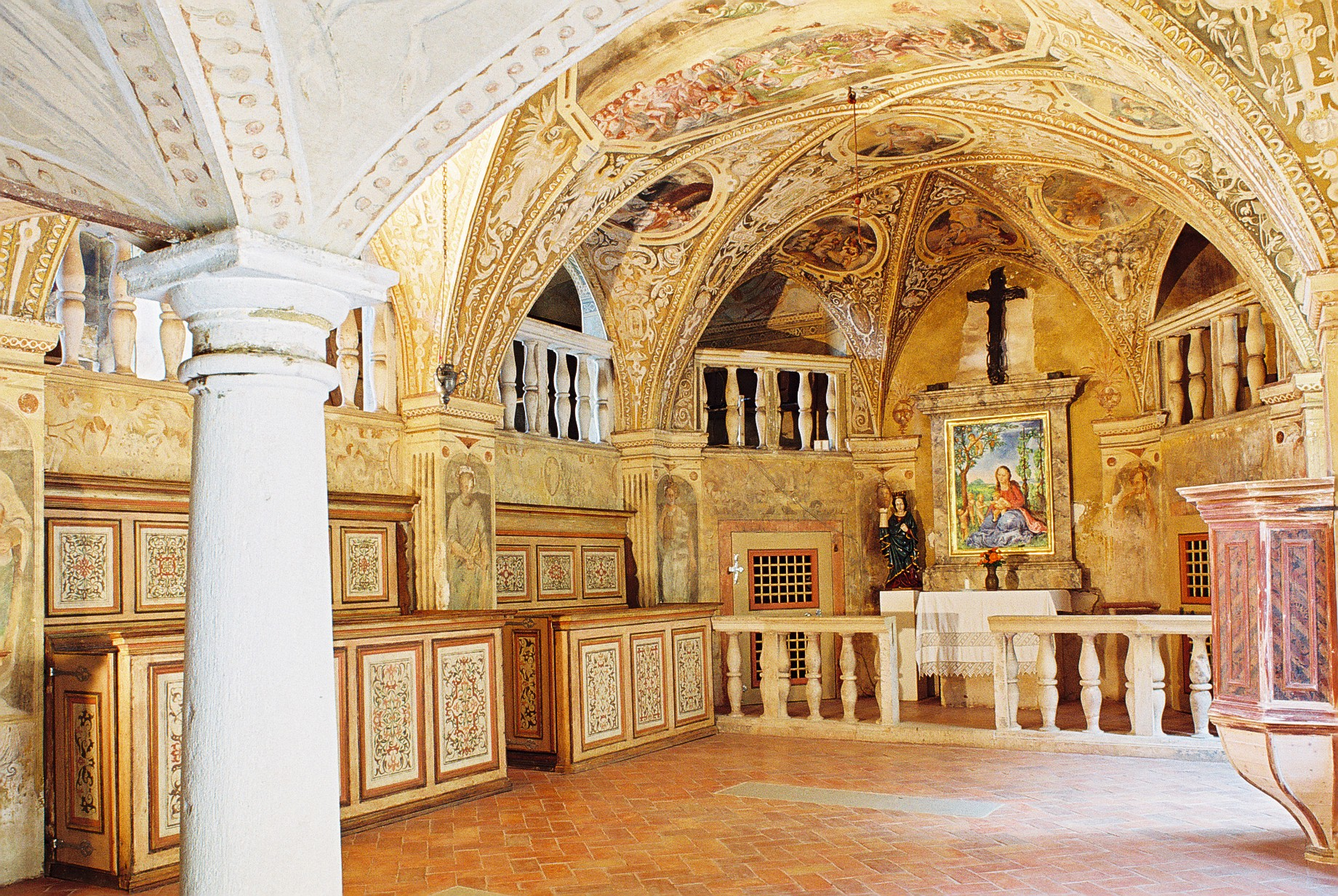
Kaple svaté Barbory

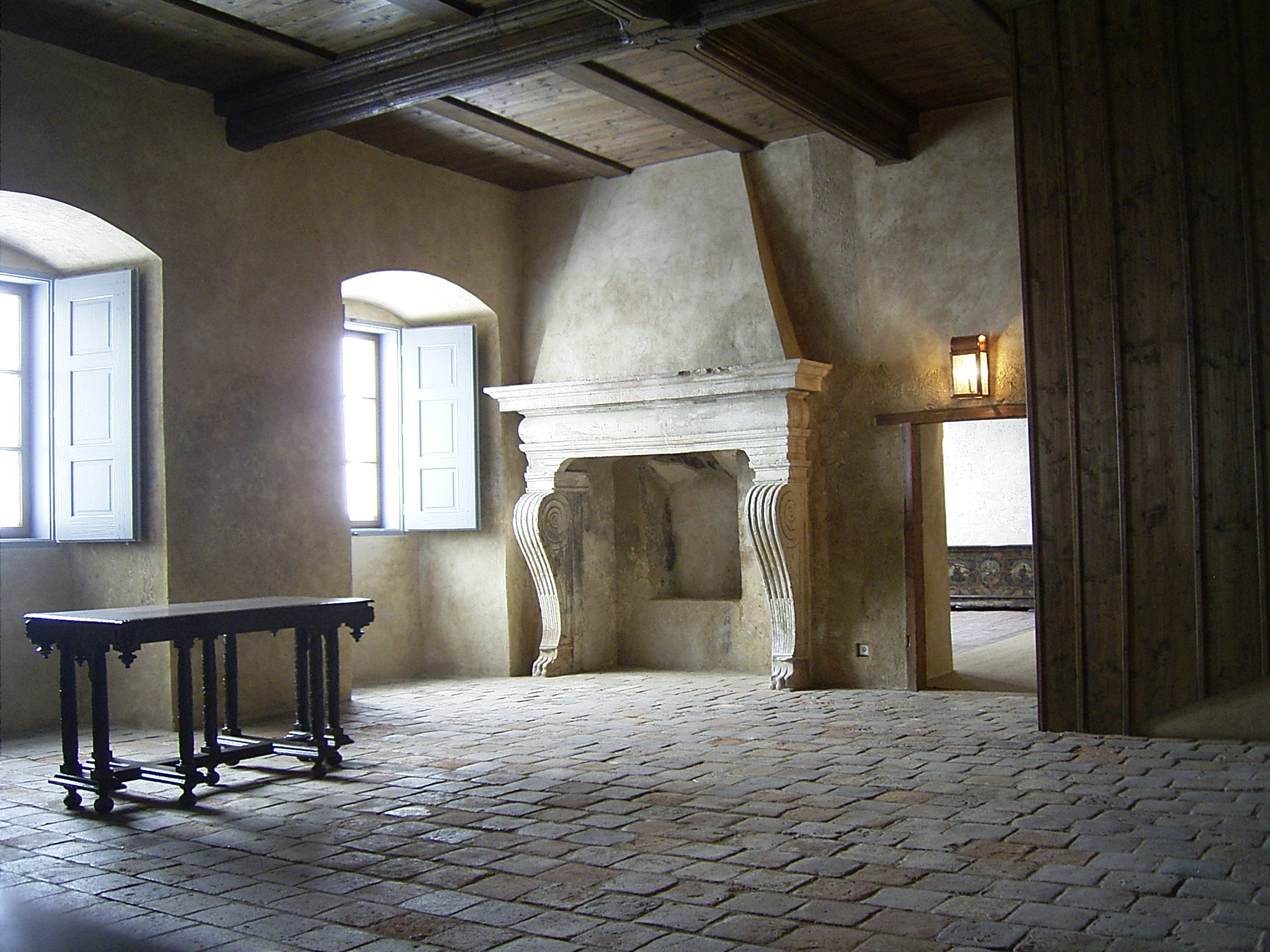
Místnost s krbem

## Umělecké kontakty
Hrad Grabštejn nechal velkolepě přestavět v renesančním slohu, pamětihodná je především kaple sv. Barbory, považovaná za nejvýznamnější renesanční malovanou kapli českého venkova. Kaple, která snad vznikla přestavbou bývalé pozdně gotické kaple Donínů, byla vymalována malbami jejichž ústřední motiv tvoří cyklus lunet znázorňující jednotlivé pašijové výjevy umučení, zmrtvýchvstání a nanebevstoupení Páně. Výplně mezi lunetami tvoří realistická ornamentika znázorňující např. rostliny, stromy či andělíčky. Za autora maleb, tematicky inspirovaných nejspíše v kapli zámku falckraběte Ottheinricha Falcko-Neuburského v Neuburgu an der Donau, považují nejnovější výzkumy Heinricha Bocksbergera, syna slavnějšího salcburského malíře Hanse Bocksbergera. Heinrich byl činný na Žitavsku, Zhořelecku a Frýdlantsku právě v době, kdy Mehl svou kapli nechával budovat. Kaple sama byla dokončena r. 1569, jak nás informují letopočty v klenebních výsečích, a jen o čtyři roky později vzniklo v Žitavě tzv. Malé postní plátno, Bocksbergerovi též připisované. Starší bádání však za autora maleb v grabštejnské kapli považovalo Friedricha Sustrise či někoho z jeho okruhu.
Druhým dokladem Mehlova vytříbeného vkusu a vynikajících uměleckých kontaktů je kamenný krb v 1. patře obytného paláce grabštejnského horního zámku. Krb, stojící na sloupech se lvími tlapami bývá obvykle spojován s nerealizovanými náčrtky italského kameníka, sochaře, architekta a malíře, Giulia Romana. Realizace těchto návrhů se objevují všude tam, kde se objevuje osoba správce sbírek císaře Rudolfa II., Jacopa Strady. Nemáme sice doložen Stradův pobyt na Grabštejně, na druhou stranu lze předpokládat časté pražské kontakty mezi ním a zemským úředníkem Mehlem, téměř neustále přítomným u dvora. I inspirace Romanovými skicami je ale občas zpochybňována a uvažuje se, že inspirací pro grabštejnský krb mohly být spíše návrhy Sebastiana Serlia.

## Vědecké záliby
Jiří Mehl vlastnil na svou dobu zřejmě značně rozsáhlou knihovnu. Do dnešní doby se z ní dochovalo jen 17 latinsky psaných svazků s vědeckou či teologickou tematikou. Na grabštejnské hradní věži si Mehl nechal zřídit s pomocí zhořeleckého purkmistra, matematika, hodináře a astronoma Bartoloměje Šulce, zvaného Scultetus, patrně nejstarší známou hvězdárnu v Čechách. Hvězdárna vznikala v letech 1571 a 1572, dnes po ní však nenajdeme ani stopy. Také proto, že věž byla v r. 1655 o 12 metrů snížena. Mehlovy vědecké, kulturní a snad i mecenášské záliby může dokumentovat např. astronomický spisek Gnomonicae de solariis sive doctrinae practica tertiae partiis astronomiae, vyšlý ve Zhořelci r. 1572 a dedikovaný právě Mehlovy. Farář Tobiáš Geisler z Oldřichova zakoupil ve Zhořelci latinské verše Daphnis ecloga s titulní stranou věnovanou právě zesnulému Mehlovi, kvůli němu zvlášť objednanou a vytištěnou, a tyto verše patrně nechal předčítat na šlechticově pohřbu v Rumburku.

## Rodina
Prvním šlechticem v patricijském rodě Mehlů byl děd Jiřího Mehla, Mikuláš, kterému král Vladislav Jagelonský udělil slezský vladycký stav s predikátem "ze Střelic", tedy z nynějšího města Strzelce Opolskie ve vojvodství Opolském. Mikuláš se rovněž stavovsky přiměřeně oženil a vzal si ženu ze slezského vladyckého a patricijského rodu von Utmann. Mikulášův syn Baltazar, ženatý se slezskou šlechtičnou Magdalenou Näffovou z Obitschau (dnešní Objazda poblíž města Namysłów) získal r. 1531 i nižší šlechtictví se stejným přídomkem, platné v celé Svaté říši římské. Baltazar měl tři syny. Kromě Jiřího ještě Alexandra, který zůstal ve Slezsku, zakoupil tam malé panství Altendorf, čítající tři vesnice. Zemřel po roce 1577, kdy sepsal závěť. Nejmladší ze synů, Mikuláš, odešel s bratrem Jiřím do Čech a od bratra získal z grabštejnského panství Dolní Chrastavu, nikoli však jako léno, jak bylo obvyklé, ale jako alod, tedy svobodný statek.
Někdy před rokem 1550 se Jiří Mehl ze Střelic oženil s Juditou z Hörnigu, která stejně jako on pocházela z rodu vratislavských patriciů obdařených šlechtickým titulem. Z manželství vzešly čtyři děti:
- syn Baltazar (zem. 1598, Praha), Mehlův dědic, hospodářsky se zruinoval, přišel o tolštejnské panství, zemřel ve vězení pro dlužníky v Bílé věži Pražského hradu

- dcera Maria (červenec 1550 – 13. října 1632, Žitava), provdaná v Rumburku 3. listopadu 1592 za Adama Blektu z Útěchovic na Horním Valtinově a Tlustcích, r, 1601 založila jako vdova žitavskou nadaci na podporu chudých žáků
- dcera Magdalena (zem. 1624), provdaná 1583 za Martina z Maxenu na Nechern a Gröditzu
- dcera Voršila (zem. 1642, Gießmannsdorf), provdaná za Zikmunda z Üchtritz, náboženská exulantka, žijící na Žitavsku

Dne 23. listopadu 1579 se Jiří Mehl v Praze z finančních důvodů oženil s Dorotou z Möhlhausu, vdovou po Seifriedovi z Rabenavy, manželství zůstalo bezdětné

## Spory s poddanými a hornickými podnikateli
Mehl koupil grabštejnské panství i s dluhy po pánech z Donína, a to v době, kdy šlechta hledala nové zdroje příjmů vlastním aktivním podnikáním. Jiří Mehl se v řadě případů dopustil prohřešků proti tehdejším právům, když nejen vyžadoval výrazně vyšší roboty, ale také zabíral bez náhrady poddanskou půdu a sedláky z ní vyháněl. Dluhy, které měli Donínové u vlastních poddaných a jejichž náhrada nyní přešla na Mehla, Jiří Mehl platit svým poddaným odmítal. Mehlova skrupulózní snaha o hospodářské pozvednutí panství, využívající nové roboty při potazích, kácení lesů či výstavbě hamrů a pil si vyžádala dvě selská povstání (1569–1573 a 1576), přičemž při obou musel zasahovat sám císař a poddaní byli vězněni až v Praze. Jiří Mehl se dostal do sporu s poddanými i z jiných příčin. V dubnu 1578 se Mehlova první žena utopila v rozvodněné Nise, když přejížděla kočárem chatrný most v Machníně. Mehl obvinil Machnínské z vražedných úkladů a sabotáže mostu. Jejich nevinu musela prokázat císařská komise.
Nejvíce příjmů si Mehl sliboval z hornictví. Na Grabštejnsku působili těžařští podnikatelé ze Saska, kterým Mehl své doly pronajímal. Stanovil jim však tvrdé podmínky, navíc falšováním listin a právnickou argumentací dokazoval Královské komoře, že nemusí platit urburu, resp. že má platné osvobození, tzv. frystuněk. Stížnosti těžařů i horníků donutily Mehla, aby na příkaz Rudolfa II. se s nimi dohodl. Ten vydal nový horní řád, tzv. Andělskohorskou horní svobodu (1584), která však znamenala faktické utužení a ne uvolnění poměrů. navíc vypluly na povrch i Mehlovy daňové machinace. Jiří Mehl tak byl potrestán vysokou pokutou a nuceným prodejem grabštejnského panství. Hornictví se však věnoval i nadále na Rumbursku a opět bez většího úspěchu.

## Péče o rozvoj panství
Jiří Mehl věnoval velkou péči hospodářskému rozvoji jak grabštejnského, tak tolštejnského panství. Vedle investic do horního podnikání a výstavby hamrů a pil jsou známé především jeho přímluvy u císaře, kterými získával privilegia pro svá poddanská městečka. Na Grabštejnsku se mu v r. 1581 podařilo získat trhové právo pro Hrádek, ačkoli tím byla poškozena práva královské Žitavy. Téhož roku získal i právo radnice a polepšeného znaku pro Chrastavu. Na svém novém panství pak získal od Rudolfa II. v roce 1587 právo městského znaku pro Rumburk, zatímco Svatý Jiřetín byl v tomtéž roce povýšen na horní městečko i s vlastním znakem a trhovým právem. Zajímavostí je, že všechna města, která díky Mehlovým přímluvám získala znakové právo, obdržela do znaku také stříbrné lilie, lesní roh a orobince, tedy heraldické figury z erbů Jiřího Mehla a jeho dvou manželek. Pouze v případě Chrastavy se Mehlovy podařilo prosadit znakové privilegium dokonce dvakrát. Roku 1574 získalo město znak s již dříve užívanými mehlovskými liliemi, ty byly ovšem při vydání nového privilegia z r. 1581 odstraněny a ponechána byla jen bílá labuť, figura z Mehlova erbovního klenotu.